# پشه (شخصیت عروسکی)
موسکیتو یا پشه نام شخصیت عروسکی مجموعه تلویزیونی مهمونی به نویسندگی، کارگردانی و مجری‌گری ایرج طهماسب است که از نوروز ۱۴۰۱ در رسانهٔ شبکهٔ خانگی نماوا پخش می‌شود.

## تاریخچه
در اولین قسمت از مجموعه مهمونی که در ۱ فروردین ۱۴۰۱ پخش شد که پشه با حضور در کنار ایرج طهماسب برای اولین بار به جلوی دوربین آمد. در شهریور ماه ۱۴۰۱ شایعاتی مبنی بر ممنوع التصویر شدن پشه منتشر شد که توسط منابع رسمی تکذیب شد.

## ویژگی‌های ظاهری و خصوصیات رفتاری
موسکیتو با دماغی دراز و بزرگ که همان نیش پشه گونهٔ او تلقی می‌شود و دارای دوبال برای پرواز است و وقتی کسی را نیش میزند مثل آن فرد رفتار میکند.

## عوامل
- صدا پیشه: کاظم سیاحی[نیازمند منبع]

- عروسک گردان: شیما بخشنده/محمد لقمانیان[نیازمند منبع]